# Nick Leeson
Nicholas „Nick“ Leeson (* 25. Februar 1967 in Watford, Hertfordshire) ist ein ehemaliger Derivatehändler britischer Nationalität, der durch riskante Spekulationen den Zusammenbruch der Barings Bank, der ältesten Investmentbank Großbritanniens, verursachte.

## Leben und Wirken
Leeson verlor früh seine Mutter und wuchs bei seinem Vater, einem Stuckateur, in Watford auf. Nach den A-Levels, dem britischen Gegenstück zum Abitur, bei denen er die Mathematikprüfung nicht bestand, entschloss er sich zu einer Bankausbildung. Bei verschiedenen Instituten war er vor allem in der Abwicklung im Back Office von Handelsabteilungen tätig, wie Coutts & Company oder Morgan Stanley, bevor er im Juli 1989 zur renommierten Barings Bank wechselte. Deren neu gegründete Tochtergesellschaft, die Barings Securities, expandierte in diesen Jahren in hohem Tempo in Ostasien. 1990 wurde Leeson nach Hongkong versetzt, wo er als Leiter eines Vier-Personen-Teams mit der Lösung spezieller Buchhaltungsprobleme betraut wurde.
Wenig später wurde er nach Jakarta versetzt, wo er seine spätere Frau Lisa kennenlernte, die ebenfalls bei Barings Securities arbeitete. In Jakarta gelang es dem als ehrgeizig und fleißig geltenden Leeson, die Wertpapieraußenstände der Bank schnell zu reduzieren und ausstehende Forderungen einzutreiben. Im Jahr 1992 wurde er zum General Manager der Barings-Securities-Niederlassung in Singapur befördert, mit der Zuständigkeit für die Einstellung von Händlern und die Abwicklung und Kontrolle der Handelsgeschäfte an der Singapore Exchange (Simex), aber zunächst nicht für den Handel selbst. Nach bestandenem Händlerexamen an der Simex wurde Leeson, der eigenem Bekunden zufolge schon lange von einer Karriere als Händler mit Futures und Optionen träumte, zusätzlich und entgegen den in der Investmentbankenbranche üblichen Gepflogenheiten auch Chefhändler. Er war damit gleichzeitig Händler und Kontrolleur der eigenen Handelsgeschäfte.
Dass diese unübliche Konstruktion erlaubt wurde, lag daran, dass sich die Zuständigkeit der Barings Securities in Singapur ausschließlich auf die Abwicklung von Kundenaufträgen und das risikoarme Arbitragegeschäft beschränkte, sodass das Management in London einen zusätzlichen Kontrolleur für unnötig hielt („zu wenig zu tun und zu teuer“). Zudem war das aus dem traditionellen Bankgeschäft stammende Management mit den Abläufen im Börsenhandel wenig vertraut.
Nick Leeson begann bereits 1993 unautorisiert zu spekulieren. Er feierte zügig schnelle Erfolge. Wie jedem anderen Börsenhändler unterliefen ihm Fehler, die großteils auf unerfahrene Mitarbeiter zurückzuführen waren. Die resultierenden Verluste versteckte er auf einem bis dahin ungenutzten Konto mit der Nummer 88888. Zunächst konnte er diese durch verbotenen Eigenhandel wieder zurückführen. Gleichzeitig konnte er hohe Überschüsse zeigen, wodurch er bald zum Star-Trader aufstieg. Seine Position innerhalb von Barings wurde unangreifbar, Nachfrager aus der Zentrale befriedigte er durch teilweise recht aufwändige Fälschungen und Ausreden. Im Gegenzug häuften sich die Fehlbuchungen auf dem benannten Konto, bis sich zum Jahr 1993 ein Fehlbetrag von sechs Millionen Pfund anhäufte. Auf dem Konto 88888 wurden immer mehr Fehlbeträge registriert. Anfang 1994 waren Verluste von 50 Millionen Pfund angesammelt, derweil er als aufgehender Stern am Finanzhimmel Londons gefeiert wurde.
Von kurzen Zwischenphasen abgesehen, verlor Leeson mit seinen Spekulationen von Anfang an Geld. Die Verluste auf dem verborgenen Konto schwollen von zwei Millionen Pfund Sterling Ende 1993 auf 23 Millionen Pfund Ende 1994 an. Leeson versuchte die aufgelaufenen Verluste durch immer waghalsigere Spekulationen auszugleichen und fiel in seiner Freizeit zunehmend durch maßlosen Alkoholkonsum und durch Pöbeleien auf. Er verbrachte eine Nacht in einer Ausnüchterungszelle, nachdem er mehreren Stewardessen der Fluglinie Singapore Airlines in einer Bar sein nacktes Hinterteil gezeigt hatte. Leeson wurde wegen „unsittlicher Selbstentblößung“ zu einer Geldstrafe verurteilt.
Nach dem Erdbeben von Kōbe 1995 erhöhte sich der Fehlbetrag auf etwa 400 Millionen britische Pfund. Allein an diesem Tag verlor er mehr als 55 Millionen Pfund. Leeson setzte schließlich alles auf eine Karte und versuchte durch äußerst risikoreiche Spekulationen das Ruder herumzureißen. Vergeblich, die Verluste stiegen innerhalb weniger Wochen dramatisch an, erreichten schließlich 825 Millionen Pfund Sterling und hatten wenig später den Zusammenbruch der traditionsreichen Barings Bank zur Folge. Am 23. Februar 1995 setzte sich Leeson mit seiner Frau nach Kota Kinabalu ab. Um nicht in Singapur verhaftet zu werden, flüchtete er über Brunei und entkam in einer Odyssee über Brunei, Bangkok, Abu Dhabi nach Frankfurt am Main.
Am 2. März 1995 wurde Leeson am Flughafen Frankfurt Main verhaftet, am 23. November an Singapur ausgeliefert und dort wenig später zu sechseinhalb Jahren Gefängnis wegen Urkundenfälschung, Untreue und Betrugs verurteilt, die er im berüchtigten Changi-Gefängnis in Singapur absitzen musste. Nach einer Darmkrebsdiagnose wurde Leeson 1999 vorzeitig entlassen; er lebt heute in Irland. Noch während seiner Haftzeit brachte er eine Autobiographie unter dem Titel Rogue Trader, die in Deutschland unter dem Titel Das Milliardenspiel erschien, heraus. Das Buch wurde 1999 verfilmt, wobei in den Hauptrollen Ewan McGregor als Nick Leeson und Anna Friel als seine Frau Lisa mitwirkten. In Deutschland lief der Film unter dem Namen High Speed Money (späterer deutscher Titel Das schnelle Geld – Die Nick-Leeson-Story). Bei der Premiere war auch Nick Leeson selbst zu Gast. Die australische Band Rogue Traders benannte sich nach dem Film.
Leeson engagiert sich in der Krebsforschung. Er selbst ist nach eigenen Angaben von der Krankheit geheilt. Von April 2005 bis Februar 2011 war er Manager des irischen Fußballclubs Galway United. Im Juni 2005 wurde sein Buch Back from the Brink: Coping with Stress veröffentlicht.
Nick Leeson wurde während seiner Haftzeit von seiner Frau Lisa geschieden. 1999 heiratete er die Irin Leona Tormay, mit der er drei Kinder hat.

## Leesons Vorgehensweise
Seine ersten Erfahrungen auf dem Börsenparkett sammelte er im Arbitragehandel, bei dem Kursdifferenzen des Nikkei 225 zwischen verschiedenen Börsen ausgenutzt wurden. Je nach Richtung der Kursdifferenz verkaufte ein Händler in Singapur Call- oder Put-Optionen, und sein Kollege in Tokio sicherte das Geschäft mit einem gegenläufigen Handel ab. Ein kleiner, aber stetiger Gewinnstrom war garantiert.
Leeson waren diese geringen Gewinne bald zu wenig. Er glaubte, die Bewegung des Marktes vorhersehen zu können und verzichtete auf die Absicherung seiner Geschäfte durch Tokio. Nach eigenen Angaben buchte er auf 88888 zunächst nur fehlerhafte Geschäfte, bei denen z. B. unerfahrene Mitarbeiter Papiere verkauft statt, wie vom Kunden beauftragt, gekauft hatten. Er sah sich dann gezwungen, die Optionen zu verkaufen, um durch die Optionsprämien seine Barposition wieder auf den Betrag zu bringen, der in den Büchern der Bank ohne die fehlerhaft ausgeführten Aufträge zu erwarten gewesen wäre. Später begann er, spekulativ Derivate zu kaufen, um die Kurse so zu stützen, dass er an den Optionen kein Geld verlor – er hatte auf steigende japanische Aktienkurse gesetzt, aber der Nikkei 225 entwickelte sich permanent nach unten, kongruent spekulierte er auf fallende Kurse von Japanese Government Bond Futures, die aber unaufhaltsam stiegen. Dadurch baute er – entgegen den Richtlinien der Bank und der Branche – offene Positionen eines verbotenen Eigenhandels auf, die wiederum zu höheren Verlusten führten, die er durch weitere – größere – spekulative Positionen ausgleichen wollte, wodurch sich seine Gesamtposition zunehmend, und immer schneller, verschlimmerte.
Da das Konto 88888 vom internen Berichtswesen der Bank – auch dank einer Computermanipulation – nicht erfasst wurde, konnte er die auflaufenden Verluste vor den Kontrollinstanzen der Bank verbergen. Als Chef der Abwicklungsabteilung hatte er wenig Schwierigkeiten, seine Spuren zu verwischen. Später täuschte er durch gefälschte Briefe und Faxe Geschäftsbeziehungen zu Dritten vor, in deren Auftrag er die Spekulationen durchführte bzw. mit denen fiktive Salden bestünden, wodurch seine Zahlen in Summe wieder stimmten. Er wurde hierbei durch die sehr laxen Kontrollen der Bank begünstigt. Da er z. B. seine unautorisierten spekulativen Positionen an SIMEX infolge von „margin calls“ mit Geld unterfüttern musste und diese Mittel aus London bereitgestellt werden mussten, hätte es einer mitdenkenden Zentrale offensichtlich sein müssen, dass Leesons Zahlen nicht stimmen konnten. Mehrere interne Buchprüfungen unterließen elementare Kontenprüfungen, selbst der externe Jahresabschluss 1994 wurde trotz der amateurhaft verschleierten Fehlbeträge akzeptiert (Leeson führt dies u. a. darauf zurück, dass mit dem Derivatehandel nicht vertrautes Führungspersonal der Bank seine Nonsens-Erklärungen nicht hinterfragte, weil man nicht unwissend erscheinen wollte).
Die überhandnehmenden Verluste versuchte er schließlich dadurch zu kompensieren, dass er in hochriskante Short Straddles investierte, die dann hohe Profite abgeworfen hätten, wenn der Nikkei sich um 19.000 Punkte stabilisiert hätte. Diese Spekulation schlug ebenfalls fehl. Er alleine konnte den Abwärtstrend nicht umkehren und häufte in seinem vergeblichen Versuch nur immer mehr verlustbringende Derivate an. Die Verluste des Nikkei nach dem Kobe-Erdbeben machten dieses Vorgehen zur Katastrophe.

## Folgen
Leesons Fehlspekulationen führten zu einer weltweiten Devisenkrise, weil das britische Pfund enorm unter Druck kam. Es dauerte fast ein Jahr, bis die Finanzmärkte sich wieder halbwegs erholt hatten. Singapur verhängte gegen Leeson ein Einreiseverbot. Fast alle Banken der Welt passten nach dem folgenreichen Kollaps ihre Kontrollmechanismen an.

## Film
Unter dem Titel Das schnelle Geld – Die Nick-Leeson-Story wurde 1999 das Geschehen um Leeson und sein Handeln verfilmt. Der Film selbst basiert auf dem Buch Rogue Trader von Nick Leeson. Am 2. Dezember 1999 feierte der Film seine Deutschlandpremiere. Der Film erschien auf VHS und DVD.

## Publikationen
- mit Susan Fearn: Rogue Trader. Langenscheidt-Longman 2000, ISBN 3-526-43050-0.
- mit Ivan Tyrrell: Back from the Brink: Coping with Stress. Virgin Books 2005, ISBN 0-7535-1075-8.